# Stopangin
Stopangin je léčivo desinfikující ústní dutinu a hltan. Je to otorinolaryngologikum a stomatologikum. Účinnou látkou je hexetidin. Používá se při zánětu nebo po chirurgickém zákroku v oblasti hltanu nebo ústní dutiny. Dá se použít i pro potlačení zápachu z úst. Podle typu se buď užívá jako kloktadlo, nebo se jim vyplachuji ústa, případně se aplikuje ve spreji.
Stopangin je registrovaná obchodní známka.

## Další zdroj
- Výrobce IVAX